# Eunidia bifuscoplagiata
Eunidia bifuscoplagiata es una especie de escarabajo longicornio del género Eunidia, categorizada en la tribu Eunidiini, de la subfamilia Lamiinae. Fue descrita por Breuning en 1954.

## Descripción
Mide 7-8 mm de longitud.

## Distribución
Se distribuye por Etiopía, Kenia y Somalia.